# Nicky Salapu
Nicky Vitolio Salapu (Pago Pago, 13 settembre 1980) è un calciatore samoano americano, portiere del PanSa East.

## Carriera
Ha legato per lo più la sua carriera al PanSa East, con il quale ha vinto 4 campionati nazionali. Salapu era il portiere della nazionale samoana americana durante la partita Australia-Samoa Americane 31-0 dell'11 aprile 2001, entrata nel Guinness dei primati per essere terminata con il risultato di 31-0, primato per una gara internazionale fra nazionali maggiori. Con la sua nazionale ha disputato 22 partite (di cui 11 valevoli per delle qualificazioni ai Mondiali di calcio), subendo 159 gol. È stato il titolare ai Giochi del Pacifico del 2011 e del 2019.

## Statistiche

### Cronologia presenze e reti in nazionale
| Cronologia completa delle presenze e delle reti in nazionale ― Samoa Americane | Cronologia completa delle presenze e delle reti in nazionale ― Samoa Americane | Cronologia completa delle presenze e delle reti in nazionale ― Samoa Americane | Cronologia completa delle presenze e delle reti in nazionale ― Samoa Americane | Cronologia completa delle presenze e delle reti in nazionale ― Samoa Americane | Cronologia completa delle presenze e delle reti in nazionale ― Samoa Americane | Cronologia completa delle presenze e delle reti in nazionale ― Samoa Americane | Cronologia completa delle presenze e delle reti in nazionale ― Samoa Americane |
| Data                                                                           | Città                                                                          | In casa                                                                        | Risultato                                                                      | Ospiti                                                                         | Competizione                                                                   | Reti                                                                           | Note                                                                           |
| ------------------------------------------------------------------------------ | ------------------------------------------------------------------------------ | ------------------------------------------------------------------------------ | ------------------------------------------------------------------------------ | ------------------------------------------------------------------------------ | ------------------------------------------------------------------------------ | ------------------------------------------------------------------------------ | ------------------------------------------------------------------------------ |
| 7-4-2001                                                                       | Coffs Harbour                                                                  | Figi                                                                           | 13 – 0                                                                         | Samoa Americane                                                                | Qual. Mondiali 2002                                                            | -13                                                                            |                                                                                |
| 9-4-2001                                                                       | Coffs Harbour                                                                  | Samoa Americane                                                                | 0 – 8                                                                          | Samoa                                                                          | Qual. Mondiali 2002                                                            | -8                                                                             | 16’                                                                            |
| 11-4-2001                                                                      | Coffs Harbour                                                                  | Australia                                                                      | 31 – 0                                                                         | Samoa Americane                                                                | Qual. Mondiali 2002                                                            | -31                                                                            | Cap.                                                                           |
| 14-4-2001                                                                      | Coffs Harbour                                                                  | Samoa Americane                                                                | 0 – 5                                                                          | Tonga                                                                          | Qual. Mondiali 2002                                                            | -5                                                                             |                                                                                |
| 14-3-2002                                                                      | Apia                                                                           | Samoa                                                                          | 5 – 0                                                                          | Samoa Americane                                                                | Qual. Coppa d'Oceania 2002                                                     | -5                                                                             | 80’                                                                            |
| 10-5-2004                                                                      | Apia                                                                           | Samoa                                                                          | 4 – 0                                                                          | Samoa Americane                                                                | Qual. Mondiali 2006                                                            | -4                                                                             |                                                                                |
| 12-5-2004                                                                      | Apia                                                                           | Samoa Americane                                                                | 1 – 9                                                                          | Vanuatu                                                                        | Qual. Mondiali 2006                                                            | -9                                                                             |                                                                                |
| 15-5-2004                                                                      | Apia                                                                           | Figi                                                                           | 11 – 0                                                                         | Samoa Americane                                                                | Qual. Mondiali 2006                                                            | -11                                                                            |                                                                                |
| 17-5-2004                                                                      | Apia                                                                           | Samoa Americane                                                                | 0 – 10                                                                         | Papua Nuova Guinea                                                             | Qual. Mondiali 2006                                                            | -10                                                                            |                                                                                |
| 27-8-2011                                                                      | Nouméa                                                                         | Tuvalu                                                                         | 4 – 0                                                                          | Samoa Americane                                                                | Giochi del Pacifico 2011 - 1º turno                                            | -2                                                                             | 87’                                                                            |
| 30-8-2011                                                                      | Nouméa                                                                         | Samoa Americane                                                                | 0 – 4                                                                          | Isole Salomone                                                                 | Giochi del Pacifico 2011 - 1º turno                                            | -4                                                                             |                                                                                |
| 1-9-2011                                                                       | Nouméa                                                                         | Samoa Americane                                                                | 0 – 2                                                                          | Guatemala                                                                      | Giochi del Pacifico 2011 - 1º turno                                            | -2                                                                             |                                                                                |
| 3-9-2011                                                                       | Nouméa                                                                         | Nuova Caledonia                                                                | 8 – 0                                                                          | Samoa Americane                                                                | Giochi del Pacifico 2011 - 1º turno                                            | -8                                                                             |                                                                                |
| 5-9-2011                                                                       | Nouméa                                                                         | Samoa Americane                                                                | 0 – 8                                                                          | Vanuatu                                                                        | Giochi del Pacifico 2011 - 1º turno                                            | -8                                                                             |                                                                                |
| 22-11-2011                                                                     | Apia                                                                           | Samoa Americane                                                                | 2 – 1                                                                          | Tonga                                                                          | Qual. Mondiali 2014                                                            | -1                                                                             |                                                                                |
| 24-11-2011                                                                     | Apia                                                                           | Samoa Americane                                                                | 1 – 1                                                                          | Isole Cook                                                                     | Qual. Mondiali 2014                                                            | -1                                                                             |                                                                                |
| 26-11-2011                                                                     | Apia                                                                           | Samoa                                                                          | 1 – 0                                                                          | Samoa Americane                                                                | Qual. Mondiali 2014                                                            | -1                                                                             |                                                                                |
| 8-7-2019                                                                       | Apia                                                                           | Samoa Americane                                                                | 0 – 5                                                                          | Nuova Caledonia                                                                | Giochi del Pacifico 2019 - 1º turno                                            | -5                                                                             | Cap. 86’                                                                       |
| 10-7-2019                                                                      | Apia                                                                           | Samoa Americane                                                                | 0 – 9                                                                          | Figi                                                                           | Giochi del Pacifico 2019 - 1º turno                                            | -9                                                                             | Cap.                                                                           |
| 12-7-2019                                                                      | Apia                                                                           | Samoa Americane                                                                | 1 – 1                                                                          | Tuvalu                                                                         | Giochi del Pacifico 2019 - 1º turno                                            | -1                                                                             | Cap.                                                                           |
| 15-7-2019                                                                      | Apia                                                                           | Isole Salomone                                                                 | 13 – 0                                                                         | Samoa Americane                                                                | Giochi del Pacifico 2019 - 1º turno                                            | -12                                                                            | Cap. 76’                                                                       |
| 18-7-2019                                                                      | Apia                                                                           | Tahiti                                                                         | 8 – 1                                                                          | Samoa Americane                                                                | Giochi del Pacifico 2019 - 1º turno                                            | -8                                                                             | Cap.                                                                           |
| Totale                                                                         |                                                                                | Presenze                                                                       | 22                                                                             |                                                                                | Reti                                                                           | -159                                                                           |                                                                                |

## Palmarès
- Campionato di calcio delle Samoa Americane: 4

PanSa East: 2000, 2001, 2002, 2005